# エカテリーナ・アントノヴナ

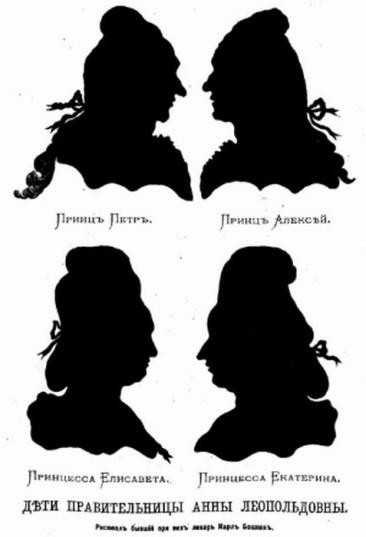
1780年に解放されたブラウンシュヴァイク家の四姉弟のシルエット、エカテリーナ・アントノヴナは右下

エカチェリーナ・アントノヴナ・ブラウンシュヴェイクスカヤ（Екатерина Антоновна Брауншвейгская, 1741年7月15日 サンクトペテルブルク - 1807年4月9日 ホーセンス）は、帝政ロシアの短命な王朝であったブラウンシュヴァイク＝ロマノフ家の皇族。

## 生涯
イヴァン5世唯一の孫かつ女帝アンナ・イオアノヴナの唯一の姪であった大公女アンナ・レオポルドヴナと、ブラウンシュヴァイク＝ヴォルフェンビュッテル公子アントン・ウルリヒの間の第2子・長女。誕生時、兄がすでに乳児ながらイヴァン6世として帝位に就いており、母が有力な後ろ盾のないまま摂政として帝国を統治していた。皇帝の妹だったため、ロシア大公女の称号で呼ばれた。1741年12月、母の摂政政府はイヴァン5世の異母弟ピョートル1世の娘エリザヴェータ・ペトロヴナの宮廷クーデタによって倒された。
エカテリーナはクーデタの混乱の中で転落事故にあい、これが原因で聾唖の障害を負って一生を送った。イヴァン6世を除く元摂政アンナ一家はデュナミュンデ要塞、次いでホルモゴルイで40年近くにわたる虜囚生活を送り、エカテリーナは両親が投獄後にもうけた3人の弟妹エリザヴェータ、ピョートル、アレクセイとともに育った。母は1746年に早死にし、父が1774年に亡くなると、四姉弟だけの生活となった。エカテリーナは痩せぎすで発作の症状があり、聾唖の障害については読唇術を身に付けていたが、発話はできなかった。四姉弟の中でリーダー役となったのは妹のエリザヴェータだった。
四姉弟は1780年6月30日に釈放され、父方叔母にあたるデンマーク王太后ユリイェーネ・マリーの監護下に置かれることになり、ユトランド半島にわたった。四姉弟はホーセンスに与えられた邸宅で自宅軟禁状態に置かれたが、デンマーク王室の庇護とロシア女帝エカテリーナ2世からの寛大な年金のおかげで快適な余生を送ることができた。四姉弟は監獄で生まれ育ったため、自由や外部との接触を恐れており、彼らの世話をするために集まった40～50名のデンマーク人従者と、ロシア正教の司祭からなる「小宮廷」で孤絶した暮らしを通した。
エカテリーナは1798年までに弟妹をすべて亡くし、さらに孤独になった。1803年、彼女はロシア皇帝アレクサンドル1世に手紙を書き、自分の聾唖の障害を利用してデンマーク人の従者たちが彼女を軽んじていること、ホルモゴルイで弟妹達と暮らしていた前半生の方が幸せだったこと、そしてロシアへの帰国を許可してほしいこと、などを書き綴った。しかし皇帝からの返事はなく、そのままホーセンスで没した。彼女はロシア皇后マリヤ・ミロスラフスカヤの最後の直系子孫となった。

## 引用・脚注
1. 1 2 3  Evgeniĭ Viktorovich Anisimov: Five Empresses: Court Life in Eighteenth-century Russia (2004)
2. ↑  Marie Tetzlaff (1998). Katarina den stora
3. ↑  Evgeniĭ Viktorovich Anisimov (2004). Five Empresses: Court Life in Eighteenth-century Russia. ISBN 0275984648